# МАЗ-4371
МАЗ-4371 — білоруський середньотонажний низькорамний вантажний автомобіль класу N2 категорії MCV, що виготовляється з кінця 2003 року на Мінському автомобільному заводі.

## Історія

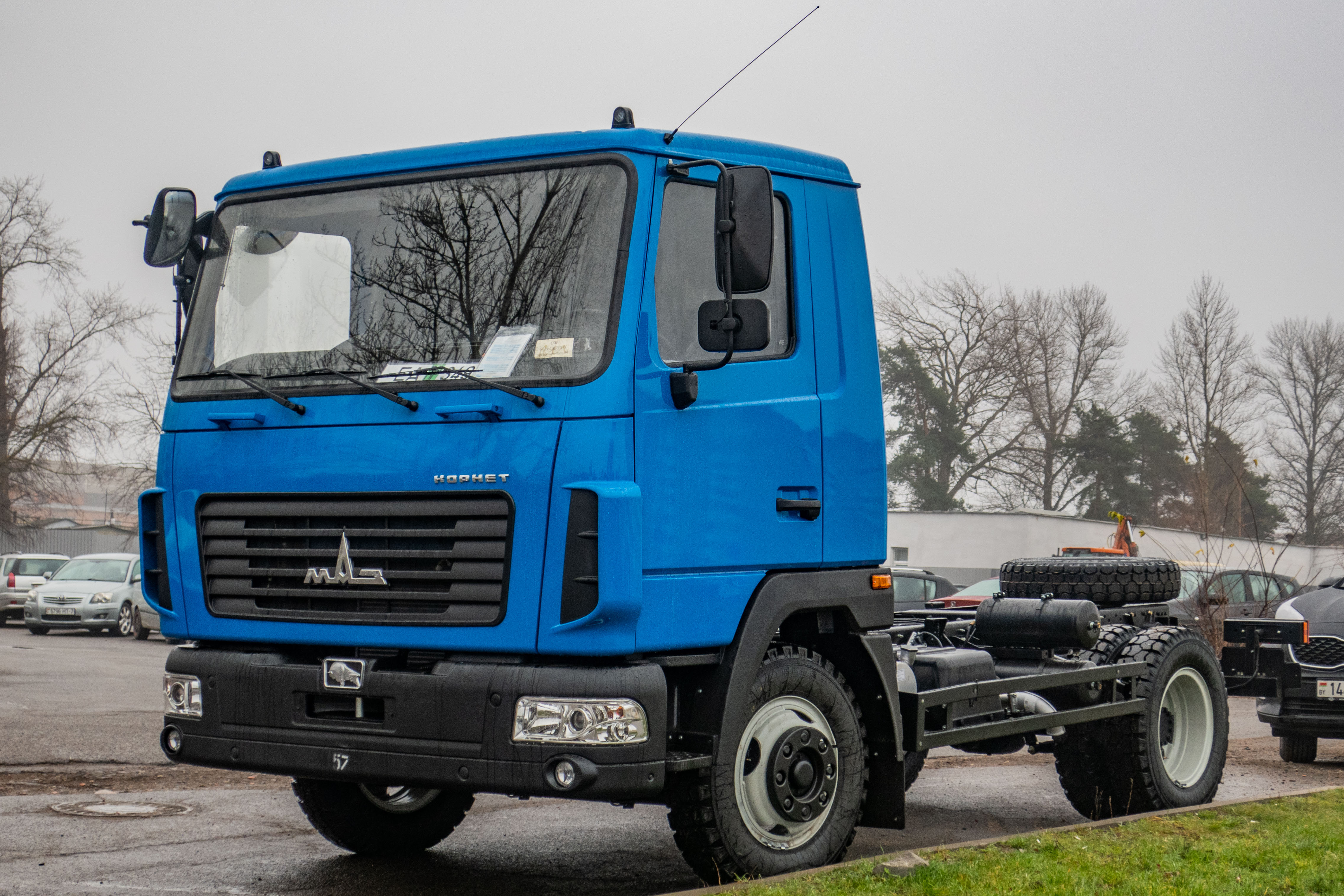
MAZ-4371 (після фейсліфтингу)

Першим повністю справжнім низкорамним вітчизняним среднетонажником, був ЗІЛ Бичок. Майже п'ять років, ЗІЛ був єдиним у СНД виробником середньотонажних міських вантажівок.
Ні ГАЗ, ні КамАЗ тоді, в середині 1990-х рр., так і не освоїли у виробництві подібні машини. У свою чергу вичікувальна позиція Мінська була лише зовнішнім ефектом. Насправді «в надрах» МАЗу самим серйозним чином готувалися до виробництва среднетоннажніков.
Відчутні контури ця підготовка почала набувати в 1999 році. Спочатку дружня МАЗу фірма-виробник вантажівок з Мюнхена пригнала до Мінська свій розвізний низькорамник MAN L-2000 8.163 LC. З нього зняли німецьку кабіну і встановили білоруську. Так з'явився МАЗ-Е4370. На цьому дослідному зразку відкатали концепцію майбутнього сімейства. Саме він вперше демонструвався на виставці-семінарі «Перспективи розвитку автомобілебудування в Республіці Білорусь», що проходила в кінці квітня 1999 року в Мінську. Усього через два місяці, 30 червня 1999 року журналістам показали низкорамники на вітчизняних агрегатах МАЗ-4370. У серпні того ж року мінська середньотонажна розвізна міська вантажівка з'явилася на Російському міжнародному автосалоні в Москві.
На РМАС '2003 мінчани продемонстрували средньотонажник другого покоління — МАЗ-437141. За великим рахунком це було те ж «Зубреня» з новою кабіною, запозиченою у МАЗів сімейства 5440/6430. Запозичені були тільки окремі панелі кабіни, так як нова кабіна для среднетонажника насправді більш вузька і коротка.
На MIMS '2005 показали ще одну версію маленького МАЗа з новою кабіною. Цього разу замість тентованої платформи на рамі був змонтований ізотермічний кузов-фургон, а під кабіною замість вітчизняного мотора ММЗ рівня Euro-2 стояв вже імпортний двигун фірми Deutz, відповідний стандартам Euro-3.
Вантажопідйомність моделі складає 4,45-5,6 т, шини 235/75R17,5.

## Модифікації

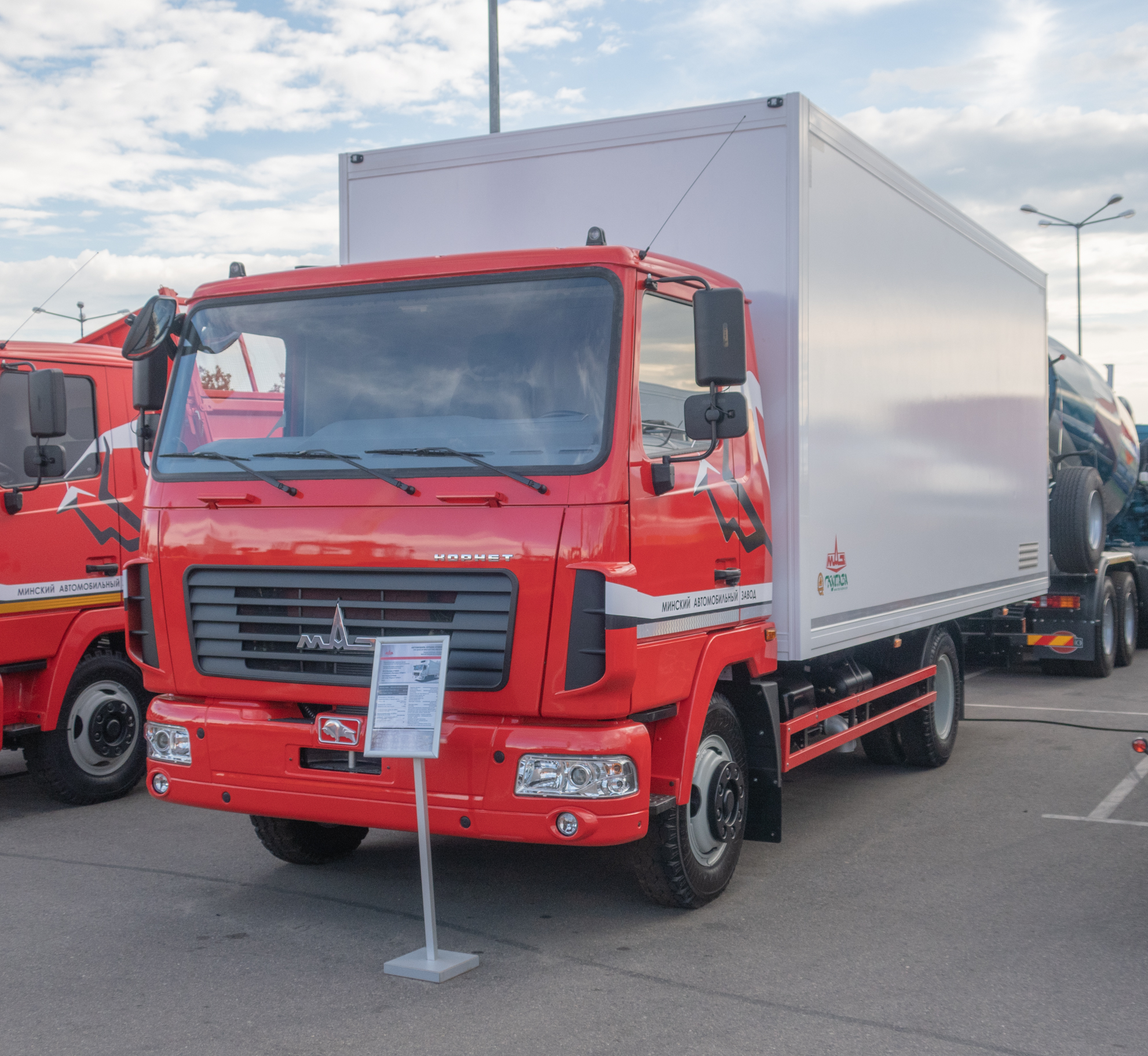
MAZ-478800 на шасі МАЗ-4571 з новою кабіною

- МАЗ-437130 — модифікація з двигуном Deutz BF4M1013 потужністю 170 к.с.
- МАЗ-437141(3) — модифікація з двигуном ММЗ Д245.30 потужністю 155 к.с.
- МАЗ-4371Р2-431(432) — модифікація з двигуном ММЗ Д245.35 потужністю 169 к.с.
- МАЗ-4371W1-428(429) — модифікація з двигуном Cummins ISF 3.8e4168 потужністю 168 к.с.
- МАЗ-4371W2-431(432) — модифікація з двигуном Cummins 4ISBe4185 потужністю 177 к.с.
- МАЗ-4571 — самоскид на шасі МАЗ-4371.
- МАЗ-4471 — сідловий тягач на шасі МАЗ-4371.